# 昭君路街道
昭君路街道，是中华人民共和国内蒙古自治区呼和浩特市玉泉区下辖的一个乡镇级行政单位。

## 行政区划
昭君路街道下辖以下地区：
南湖社区、落雁社区、农科院社区、兴兴社区、天骄社区、五里营村、南八里村、小黑河村和沟子板村。